# فرناندو دلا مورا
فرناندو دلا مورا (به اسپانیایی: Fernando de la Mora) شهری در کشور پاراگوئه، ناحیه مرکزی است که جمعیت آن در سرشماری سال ۲۰۰۲ میلادی ۱۱۳٫۵۶۰ نفر بوده‌است.